# チョウビ

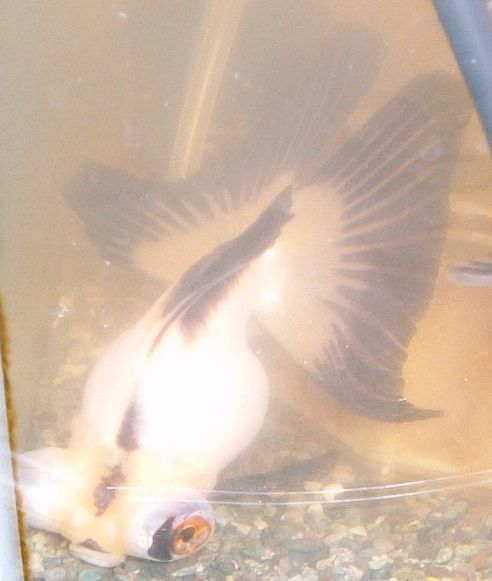
パンダチョウビ

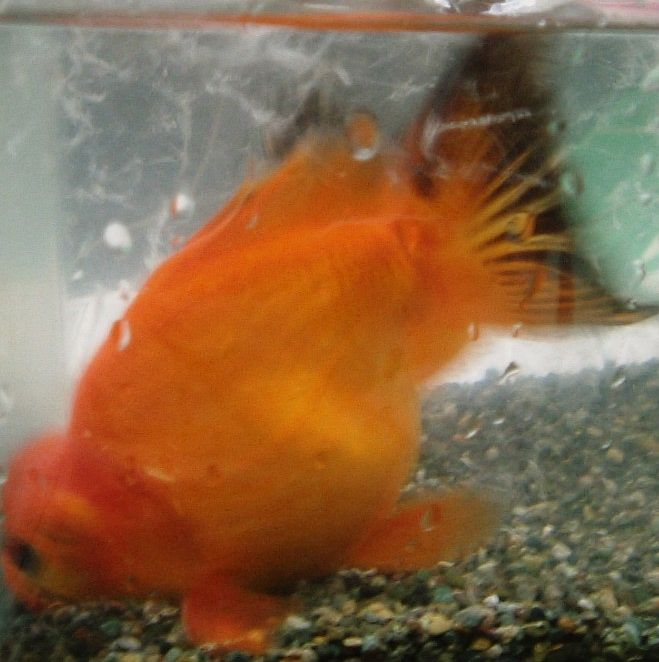
レッサーパンダ

チョウビ（蝶尾）は、キンギョの一種。中国原産のキンギョで、日本へは昭和50年代（1970年代）の後半に輸入された。作出過程は不明。

## 特徴
上から見たときの尾ビレの形がチョウの翅を思わせるため、「蝶尾」の名前をもつ。上から見るとまるで蝶が羽を広げたように見えとても優雅な金魚である。中国から輸入されたバラエティで、デメキンのように目が突出するのもその特徴である。体色は赤、赤と白のサラサ、黒、白と黒、白、黒と橙など様々である。白い体に、目や各ヒレに黒がのったタイプは「パンダ」、「パンダチョウビ」などと呼ばれ、赤と黒の模様のものは「レッサーパンダ」と呼ばれる。
チョウビはセイブンギョ、チャキンと同様に褪色をし易く、サラサの個体は色が抜け易い。特に黒は抜け易く、パンダの場合は白、レッサーの場合は赤に変わるので維持するには色揚げの餌を与えないと褪色は進行する。

## 体系
デメキン系が多いが、他の体系の当種も存在し、リュウキン系は全体がトサキンに似ている。また、オランダシシガシラ系は当種の肉瘤の出るもので、出目の個体とそうでない個体に別れ、前者は顔はリュウガン（キンギョ）に似ており、後者は中国産のオランダの体系に当種の特徴を併せ持つ。これらの個体は日本ではあまり人気がなく、中国金魚の専門店か個人輸入での購入しかない。

## 歴史
中国より昭和50年代（1970年代）後半に輸入された金魚である。中国からの輸入個体も多いが、現在では日本国内でも生産されており、単色の個体よりもサラサの個体が多く、パンダやレッサーが流通が多い。

## 飼育
泳ぎを楽しむタイプではなく、池や甕の上から楽しむタイプの金魚であり、チョウテンガン、スイホウガンとの混泳以外は向かない。デメキン系は飼育に注意が必要である。女性や子供に人気がある品種でもあり、パール系の個体と共に人気がある。餌を与える際に注意して飼育すると懐き易く、愛嬌があることからどんぶり金魚としても適している。
チョウビは尾鰭を護る意味で水流の無い水槽、睡蓮鉢での飼育が推奨される。曝気をすることでスカートを翻す綺麗な泳ぎができなくなり、それが原因となり体力を消耗させるだけでなく、命を奪うこともある。